# Ambrosetti (Santa Fé)
Ambrosetti é uma comuna da província de Santa Fé, na Argentina.